# Aníbal Acevedo Vilá
Aníbal Salvador Acevedo Vilá, född 13 februari 1962 i San Juan, Puerto Rico, var Puerto Ricos åttonde guvernör 2005-2009.
Han var ledamot av Puerto Ricos representanthus 1993-2001 och Puerto Ricos icke-röstberättigad delegat till USA:s representanthus (Resident Commissioner) 2001-2005. Han är medlem i partiet PPD (Partido Popular Democrático de Puerto Rico). Han efterträddes i januari 2009 som guvernör av Luis Fortuño.